# Hotel Chelsea
Hotel Chelsea poznato je svratište umjetnika u New Yorku. Nalazi se na 23rd Street u gradskoj četvrti Chelsea na Manhattanu. Zgrada je napravljena 1884. a s hotelskom djelatnošću počinje 1905. Od tada veliki broj umjetnika, pisaca i glazbenika živio je u hotelu. Svjetski poznat Hotel postaje kroz eksperimentalni film The Chelsea Girls Andyja Warhola.
Poznat je i po tome što je Dylan Thomas umro u hotelu 1953., kao i po tom što je Sid Vicious navodno ubio svoju djevojku Nancy Spungen 1978. u sobi broj 100. Bob Dylan u svojoj pjesmi "Sara" na albumu Desire pjeva kako je proveo nekoliko dana u hotelu i tamo napisao svoju poznatu pjesmu Sad-Eyed Lady of the Lowlands s albuma Blonde on Blonde. Austrijska rock zvijezda Falco, snimio je glazbeni video za pjesmu "No Answer" u Chelsea Hotelu. Redatelj Luc Besson je nekoliko kadrova za film Léon – profesionalac snimio na stepeništu i u hodnicima hotela. Hotel je opjevan i u pjesmi "Chelsea Hotel No. 2" Leonarda Cohena.

## Poznati gosti
- Ryan Adams
- Brendan Behan
- Sarah Bernhardt
- William Burroughs
- Arthur C. Clarke
- Leonard Cohen
- Hart Crane
- Salvador Dalí
- Bob Dylan
- Jane Fonda
- Miloš Forman
- Jimi Hendrix
- Dennis Hopper
- Jasper Johns
- Janis Joplin
- Stanley Kubrick
- Arthur Miller
- Vladimir Nabokov
- Claes Oldenburg
- Edith Piaf
- Dee Dee Ramone
- Diego Rivera
- Patti Smith
- Donald Sutherland
- Dylan Thomas
- Mark Twain
- Sid Vicious
- Thomas Wolfe

## Vanjske poveznice
- Službene stranice